# Emy Coligado
Emy Coligado (Geneva, 5 giugno 1971) è un'attrice statunitense.
Ha interpretato il ruolo di Piama nella sitcom Malcolm.

## Biografia
Coligado, di origini filippine, è nata a Geneva, in Ohio ed è cresciuta a Borger, in Texas.
Ha frequentato la Texas Christian University, dove ha studiato psicologia. Sebbene non avesse avuto nessuna formazione teatrale significativa, vide una produzione di Broadway del musical Miss Saigon poco prima della sua laurea nel 1993 e, dopo aver guadagnato il suo titolo, viaggiò a New York City per proseguire con la recitazione e la musica.
Trovò un ruolo in una produzione regionale di Miss Saigon a Galveston, in Texas, dopo si unì a una compagnia teatrale prima di unirsi al cast dello show di Broadway; ha anche recitato in una produzione tedesca del musical situata a Stoccarda.
Coligado si trasferì a Los Angeles nel 2000 per proseguire una carriera di recitazione ed è apparsa in ruoli minori in piccoli film e dramma televisivi. Nel 2001 trovò un ruolo ricorrente come Emmy, l'assistente dell'esaminatore medico, nel dramma Crossing Jordan e, nel 2002, le è stata assegnata una parte in un ruolo di supporto regolare (come Piama Tananahaakna, la moglie di Francis) nella sitcom della FOX Malcolm.
Nel 2007 è apparsa in una pubblicità di Soyjoy. Successivamente appare nella serie della NBC, Ctrl.

## Filmografia parziale

### Cinema
- Miss F.B.I. - Infiltrata speciale (Miss Congeniality 2: Armed & Fabulous), regia di John Pasquin (2005)
- Non bussare alla mia porta (Don't Come Knocking), regia di Wim Wenders (2005)
- I tre marmittoni (The Three Stooges), regia di Peter Farrelly e Bobby Farrelly  (2012)

### Televisione
- Sabrina, vita da strega – serie TV episodio 5x05 (2000)
- E.R. - Medici in prima linea – serie TV, episodio 7x14 (2001)
- Crossing Jordan – serie TV 30 episodi (2001-2007)
- Malcolm – serie TV, 28 episodi (2002-2006)
- Squadra Med - Il coraggio delle donne – serie TV, episodio 2x18 (2002)
- Tutti amano Raymond – serie TV, episodio 7x16 (2003)
- Grey's Anatomy – serie TV, episodio 3x09 (2006)
- Man in Trees - Segnali d'amore – serie TV, episodio 2x03 (2007)
- Chuck – serie TV, episodio (2007)
- Shameless – serie TV, episodio 4x11 (2014)
- Fresh Off the Boat – serie TV, episodio (2017)
- Claws – serie TV, episodio 1x05 (2017)
- Archive 81 - Universi alternativi  – serie TV, episodio 1x04 (2022)
- The Changeling - serie TV (2023)

## Doppiatrici italiane
Nelle versioni in italiano delle opere in cui ha recitato, Emy Coligado è stata doppiata da:
- Eleonora De Angelis in Malcolm
- Laura Latini in Grey's Anatomy
- Roberta De Roberto in Chuck
- Francesca Zavaglia ne I tre marmittoni